# Scorpions
Scorpions is een Duitse hardrockband uit Hannover.

## Biografie
De band werd opgericht in 1965, een jaar na hun naamgenoot uit Engeland. Het eerste album van Scorpions kwam echter pas uit in 1972. OOR's Pop-encyclopedie noemt als kenmerken 'het uit duizenden herkenbare stemgeluid van Klaus Meine en het spetterende gitaarwerk van achtereenvolgens Michael Schenker, Ulrich Roth en Matthias Jabs'.
De band werd internationaal bekend in 1984 met het album Love at First Sting. Op dit album stond de bekende single Still Loving You. Met het nummer Wind of change  haalde de band in 1991 een nummer 1-hit in Nederland. Wind of Change werd geschreven over de veranderingen in Oost-Europa in die tijd.
Scorpions was na Uriah Heep een van de eerste westerse bands die in de voormalige Sovjet-Unie mocht optreden. Op 21 juli 1990 was Scorpions samen met veel andere bands bij de voorstelling The Wall van Roger Waters in Berlijn.
In 2010 besloten ze om hun laatste album op te nemen met de naam Sting in the Tail. Daarna volgde een drie jaar durende afscheidstournee. In 2013 hebben ze echter hun pensioenplannen afgezegd en besloten ze om door te gaan.

## Bezetting

### Huidige bandleden
- Klaus Meine (zang)
- Matthias Jabs (gitaar)
- Rudolf Schenker (gitaar)
- Paweł Mąciwoda (basgitaar)
- Mikkey Dee (drums)

### Voormalige bandleden
- James Kottak (drums)
- Michael Schenker (gitaar)
- Ulrich Roth (gitaar)
- Lothar Heinburg (basgitaar)
- Francis Buchholz (basgitaar)
- Ken Taylor (basgitaar)
- Wolfgang Dziony (drums)
- Jurgen Rosenthal (drums)
- Rudy Lenners (drums)
- Herman Rarebell (drums)
- Curt Cress (drums)
- Ralph Rieckermann (basgitaar)

In deze lijst ontbreekt nog Christian Kolonovits, die in 2000 zijn moment of glory beleefde, toen hij namens de Scorpions het Berliner Philharmoniker mocht dirigeren. Van dat gezamenlijke optreden kwam de CD "Moments of Glory" uit. Het was overigens geenszins de eerste keer dat hij een orkest dirigeerde. Hoewel Kolonovits nergens formeel als Scorpionslid vermeld staat, is hij op talloze live-optredens te zien.

## Invloed en navolging
De invloed van Scorpions op de muziek is groot geweest. Op het debuutalbum Lonesome crow was de band stilistisch nog wat zoekend. Daarna ontwikkelde de groep zich echter al snel tot een archetypische hardrockband. Daarmee was ze een van de eerste. Hoewel Scorpions nooit een typische metalband is geweest, is ook de zeggenschap van de groep op de ontwikkeling van metal groot. De invloed op zowel rock, als metal van Scorpions is terug te zien in het grote aantal covers van nummers van de band dat andere artiesten opnam. Enkele voorbeelden van zulke artiesten zijn (in alfabetische volgorde) Agent Steel, Children Of Bodom, Fates Warning, Helloween, Helstar,  Stratovarius, Tankard, Therion en White Willow.

## Discografie

### Albums
| Album met eventuele hitnotering(en) in de Nederlandse Album Top 100 | Datum van verschijnen | Datum van binnenkomst | Hoogste positie | Aantal weken | Opmerkingen             |
| ------------------------------------------------------------------- | --------------------- | --------------------- | --------------- | ------------ | ----------------------- |
| Lonesome Crow                                                       | 1972                  | -                     |                 |              |                         |
| Fly to the Rainbow                                                  | 1974                  | -                     |                 |              |                         |
| In Trance                                                           | 1975                  | -                     |                 |              |                         |
| Virgin Killer                                                       | 1976                  | -                     |                 |              |                         |
| Taken by Force                                                      | 1977                  | -                     |                 |              |                         |
| Tokyo Tapes                                                         | 1978                  | -                     |                 |              | Livealbum               |
| Lovedrive                                                           | 1979                  | -                     |                 |              |                         |
| Animal Magnetism                                                    | 1980                  | -                     |                 |              |                         |
| Blackout                                                            | 1982                  | -                     |                 |              | ook uitgebracht op sacd |
| Love at First Sting                                                 | 1984                  | 10-03-1984            | 30              | 4            |                         |
| World Wide Live                                                     | 1985                  | 29-06-1985            | 31              | 11           | Livealbum               |
| Gold Ballads                                                        | 1987                  | 21-03-1987            | 12              | 12           | Verzamelalbum           |
| Rhythm of Love                                                      | 1988                  | 07-05-1988            | 21              | 9            |                         |
| Savage Amusement                                                    | 1988                  | -                     |                 |              |                         |
| Best of Rockers 'n' Ballads                                         | 1989                  | -                     |                 |              | Verzamelalbum           |
| Crazy World                                                         | 1990                  | 24-11-1990            | 5               | 28           |                         |
| Still Loving You                                                    | 1992                  | 18-04-1992            | 13              | 14           | Verzamelalbum           |
| Face The Heat                                                       | 1993                  | 25-09-1993            | 40              | 7            |                         |
| Live Bites                                                          | 1995                  | -                     |                 |              | Livealbum               |
| Pure Instinct                                                       | 1996                  | -                     |                 |              |                         |
| Eye To Eye                                                          | 1999                  | -                     |                 |              |                         |
| Moment of Glory                                                     | 2000                  | -                     |                 |              | ook uitgebracht op sacd |
| Acoustica                                                           | 2001                  | -                     |                 |              | Livealbum               |
| Unbreakable                                                         | 2004                  | -                     |                 |              |                         |
| Humanity - Hour I                                                   | 25-05-2007            | 02-06-2007            | 91              | 1            |                         |
| Sting in the Tail                                                   | 19-03-2010            | 27-03-2010            | 71              | 1            |                         |
| Comeblack                                                           | 2011                  | -                     | -               | -            |                         |
| Crazy World Deluxe Edition                                          | 2013                  | -                     | -               | -            | re-release              |
| MTV Unplugged: Live in Athens                                       | 2013                  | -                     |                 |              |                         |
| Return to Forever                                                   | 2015                  | -                     |                 |              |                         |
| Rock Believer                                                       | 2022                  | -                     |                 |              |                         |

| Album met hitnotering(en) in de Vlaamse Ultratop 200 albums | Datum van verschijnen | Datum van binnenkomst | Hoogste positie | Aantal weken | Opmerkingen |
| ----------------------------------------------------------- | --------------------- | --------------------- | --------------- | ------------ | ----------- |
| Sting in the Tail                                           | 19-03-2010            | 03-04-2010            | 83              | 3            |             |
| MTV unplugged in Athens                                     | 29-11-2013            | 01-02-2014            | 195             | 1            |             |
| Return to Forever                                           | 20-02-2015            | 28-02-2015            | 36              | 19           |             |
| Born To Touch Your Feelings - Best of Rock Ballads          | 24-11-2017            | 02-12-2017            | 54              | 7            |             |
| Rock Believer                                               | 25-02-2022            | 05-03-2022            | 3               | 5            |             |

### Singles
| Single met eventuele hitnotering(en) in de Nederlandse Top 40 | Datum van verschijnen | Datum van binnenkomst | Hoogste positie | Aantal weken | Opmerkingen                |
| ------------------------------------------------------------- | --------------------- | --------------------- | --------------- | ------------ | -------------------------- |
| Is There Anybody There                                        | 1979                  | 31-03-1979            | tip19           | -            |                            |
| Rock You Like A Hurricane                                     | 1984                  | 16-05-1984            | tip13           | -            | Nr.47 in de Single Top 100 |
| Still Loving You                                              | 1987                  | 28-02-1987            | 4               | 13           | Nr.5 in de Single Top 100  |
| Wind of Change                                                | 1991                  | 27-04-1991            | 1(3wk)          | 14           | Nr.1 in de Single Top 100  |
| Send Me an Angel                                              | 1991                  | 20-07-1991            | 4               | 10           | Nr.4 in de Single Top 100  |
| White Dove                                                    | 1994                  | 11-03-1995            | -               | -            | Nr.4 in de Mega Tip 30     |
| You and I                                                     | 1996                  |                       |                 |              |                            |

| Single met hitnotering(en) in de Vlaamse Ultratop 50 | Datum van verschijnen | Datum van binnenkomst | Hoogste positie | Aantal weken | Opmerkingen                |
| ---------------------------------------------------- | --------------------- | --------------------- | --------------- | ------------ | -------------------------- |
| Still Loving You                                     | 13-06-1984            | 28-03-1987            | 3               | 10           | Nr. 4 in de Radio 2 Top 30 |
| Wind of Change                                       | 21-01-1991            | 16-03-1991            | 2(6wk)          | 20           | Nr. 1 in de Radio 2 Top 30 |
| Send Me an Angel                                     | 17-09-1991            | 20-07-1991            | 4(3wk)          | 14           | Nr. 2 in de Radio 2 Top 30 |

### NPO Radio 2 Top 2000
| Nummers met noteringen in de NPO Radio 2 Top 2000 | '99 | '00 | '01 | '02 | '03 | '04 | '05 | '06 | '07 | '08 | '09 | '10 | '11 | '12 | '13 | '14  | '15  | '16  | '17  | '18  | '19  | '20  | '21  | '22  | '23  | '24  |
| ------------------------------------------------- | --- | --- | --- | --- | --- | --- | --- | --- | --- | --- | --- | --- | --- | --- | --- | ---- | ---- | ---- | ---- | ---- | ---- | ---- | ---- | ---- | ---- | ---- |
| Send Me an Angel                                  | -   | -   | -   | -   | -   | -   | -   | -   | -   | -   | -   | -   | -   | -   | -   | 1327 | 1266 | 1331 | 1408 | 1254 | 1177 | 1139 | 1094 | 1099 | 1178 | 1191 |
| Still Loving You                                  | -   | 257 | -   | 274 | 242 | 292 | 389 | 385 | 518 | 373 | 448 | 385 | 370 | 429 | 413 | 399  | 407  | 445  | 435  | 464  | 552  | 566  | 425  | 473  | 503  | 502  |
| Wind of Change                                    | 222 | -   | 232 | 177 | 140 | 236 | 293 | 315 | 421 | 265 | 312 | 291 | 250 | 283 | 260 | 232  | 225  | 250  | 243  | 294  | 283  | 257  | 197  | 213  | 241  | 238  |

1. ↑  Een '-' betekent dat het nummer niet was genoteerd en een vetgedrukt getal geeft de hoogste notering van een nummer aan.